# باول بانون (منافس ألعاب قوى)
باول بانون هو منافس ألعاب قوى كندي، ولد في 22 مارس 1954.

## وصلات خارجية
- باول بانون على موقع رابطة إحصائيات سباق الطريق (الإنجليزية)
- باول بانون على موقع اتحاد ألعاب الكومنولث (مؤرشف) (الإنجليزية)